# Gwydir River
Gwydir River är ett vattendrag i Australien. Det ligger i delstaten New South Wales, i den sydöstra delen av landet, omkring 510 kilometer norr om delstatshuvudstaden Sydney.
Trakten runt Gwydir River består till största delen av jordbruksmark. Trakten runt Gwydir River är nära nog obefolkad, med mindre än två invånare per kvadratkilometer.  Genomsnittlig årsnederbörd är 581 millimeter. Den regnigaste månaden är januari, med i genomsnitt 107 mm nederbörd, och den torraste är oktober, med 11 mm nederbörd.